# Campylocentrum ecuadorense
Campylocentrum ecuadorense  é uma espécie de orquídea, família Orchidaceae, que existe no Equador. Trata-se de planta epífita, monopodial, de caule alongado, cujas inflorescências brotam do nódulo do caule oposto à base da folha. As flores são brancas, têm sépalas e pétalas livres, e nectário na parte de trás do labelo. Faz parte do grupo de espécies de folhas plantas com inflorescências curtas, nectário longo e ovário glabro.

## Publicação e histórico
- Campylocentrum ecuadorense Schltr., Repert. Spec. Nov. Regni Veg. Beih. 8: 171 (1921).

Em sua descrição, Schlechter compara esta espécie com o Campylocentrum micranthum. Afirma que as flores tem pétalas menores que as sépalas, labelo trilobulado, com lobos laterais pequenos e arredondados; nectário cilíndrido medindo três milímetros de comprimento, levemente ascendente e dilatado na extremidade obtusa; e ovário glabro. Floresce em março-abril.